# Westland Lynx
Westland Lynx — британский многоцелевой вертолёт. Работы по созданию многоцелевого вертолёта начались в 1967 году. Это был совместный проект английской фирмы Westland и французской Aérospatiale.
В серийном выпуске участвовала Франция.
Первый полёт совершил 21 марта 1971 года.

## Конструкция
Фюзеляж типа полумонокок является цельнометаллической конструкцией. Вертолёт имеет две кабины: грузовую и кабину экипажа. Для проведения поисково-спасательных работ вертолёт оборудуется лебёдкой грузоподъёмностью 300 кг. Снаружи, с обеих сторон фюзеляжа имеются узлы для крепления оружия.
Вертолёт снабжён системой автоматического управления, современным радиооборудованием и сигнально-переговорными устройствами, доплеровской навигационной системой. В различных модификациях может использоваться как ударный, противолодочный и транспортный вертолёт, существует также гражданский вариант «Westland 30».
В 1981 году на вооружение стран НАТО поступили новые вертолёты «Lynx AH.Mk.5» с двигателями Rolls-Royce Gem 41-1 мощностью 446 кВт. Вертолёт хорошо зарекомендовал себя в Ираке.
В 1985 году впервые оторвался от земли «Lynx AH.Mk.7». Отдельные нововведения, внедрённые на этой модификации, уже были опробованы ранее на варианте «Lynx AH.Mk.5». При модернизации вертолёта большое внимание было уделено главному недостатку «Lynx» — высокому уровню вибрации и шума в кабине. На Мк.7 установили демпфер для гашения колебаний, генерируемых несущим винтом, изменили направление вращения рулевого винта на противоположное. На кабине появился контейнер с датчиками инфракрасной и телевизионной систем прицеливания. Наличие новой системы существенно повысило боевые возможности вертолёта при действиях в плохую погоду. От Mk.5 к Mk.7 перешла и силовая установка. В месте соединения хвостовой балки с фюзеляжем на выхлопные сопла двигателей установили систему подавления инфракрасного излучения: струя горячих выхлопных газов выбрасывалась в большой объём воздуха, и её температура значительно уменьшалась. За характерный внешний вид диффузоры этой системы были прозвали «мусорными ящиками».
В 1986 году на основе Mk.7 был создан многоцелевой ударный вертолёт Mk.9, предназначенный для уничтожения танков и бронированной техники противника. На вооружении он имеет 8 противотанковых управляемых ракет (ПТУР) TOW, закреплённых по бортам фюзеляжа. Вертолёт может выполнять боевые задачи днём и ночью, в простых и сложных метеоусловиях.
Его модификация «Battlefield Lynx» имеет смонтированную на кабине систему наведения ПТУР TOW и может перевозить 10 десантников. Вооружение вертолёта включает две 20-мм пушки KAD-B с 570 патронамии и один 7,62-мм пулемёт. Боевая нагрузка на двух узлах: восемь ПТУР TOW, HOT или AGM-114 Hellfire, или две пусковые установки 68-мм или 70-мм неуправляемых ракет, а также постановщик мин VS-MD H. Возможна подвеска управляемых ракет классов «воздух-воздух» или «воздух-поверхность». На модели Mk.9 было применено колёсное шасси вместо полозкового.
В 1986 году на Lynx с доработанным двигателем (мощность увеличена до 40 %) и специальным лопастями несущего винта был установлен мировой рекорд скорости для вертолётов (400,87 км/ч), действующий по сей день (2014).

## Боевое применение
Принимал участие в Фолклендской войне (1982). Вертолётами этого типа было потоплено одно и повреждено другое торговое судно Аргентины.
Принимал участие в войне против Ирака (2003), где использовался в качестве ударного. Не было потеряно ни одной машины.
Принимал участие в ливийской войне, где один вертолёт был захвачен силами верными режиму Каддафи

## Тактико-технические характеристики

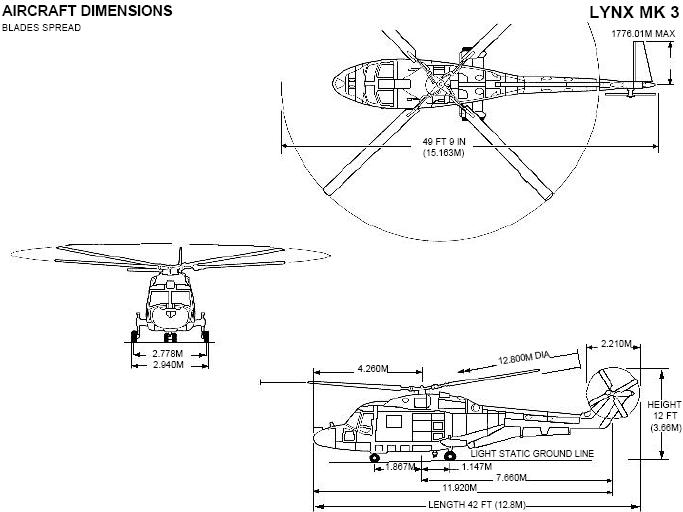
Lynx Mk.3

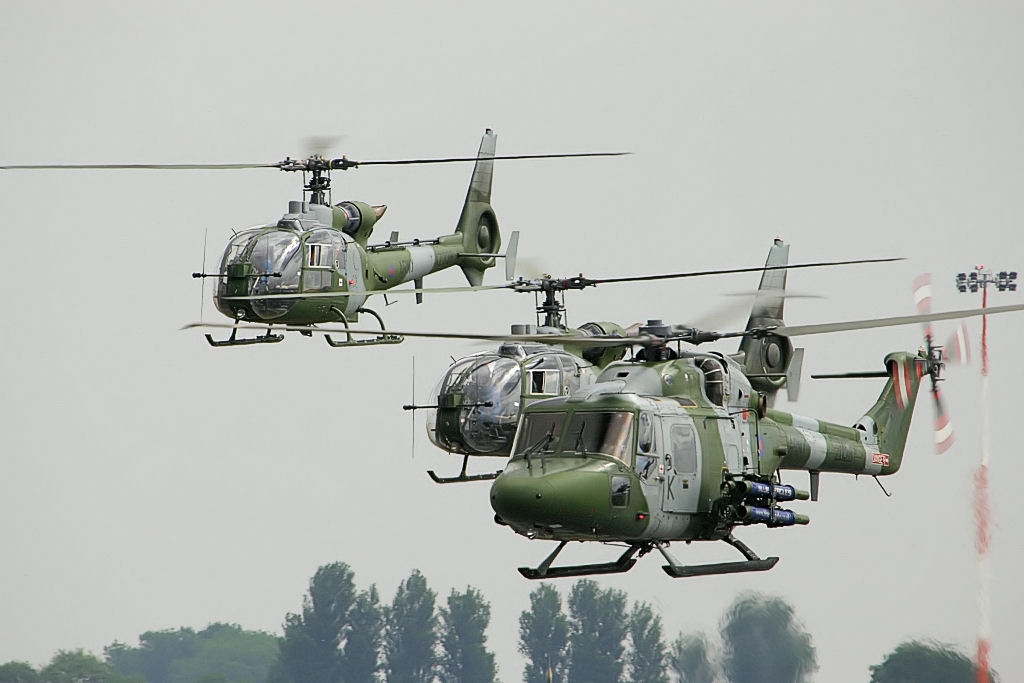
Westland Lynx и Aérospatiale SA 341/SA 342 Gazelle во время авиашоу Royal International Air Tattoo 2005 в Глостершире.

Приведены данные раннего варианта AH.Mk 1.

### Технические характеристики
- Экипаж: 2—3 человека
- Пассажировместимость: 8 человек
- Длина с вращающимися винтами: 15,16 м
- Длина фюзеляжа: 12,06 м
- Высота: 3,5 м
- Диаметр несущего винта: 12,8 м
- Диаметр рулевого винта: 2,21 м
- Ометаемая площадь несущего винта: 128,71 м²
- Ометаемая площадь рулевого винта: 3,87 м²
- Масса пустого: 2660 кг
- Масса максимальная взлётная: 4355 кг
- Двигатели: Роллс-Ройс «Джем» 2 (2×671 кВт)

### Лётные характеристики
- Максимальная скорость: 260 км/ч
- Экономическая крейсерская скорость: 130 км/ч
- Дальность полёта: 630 км
- Перегоночная дальность: 1340 км
- Статический потолок без учёта влияния земли: 3230 м
- Скороподъёмность на уровне моря: 756 м/мин

## Состоит на вооружении

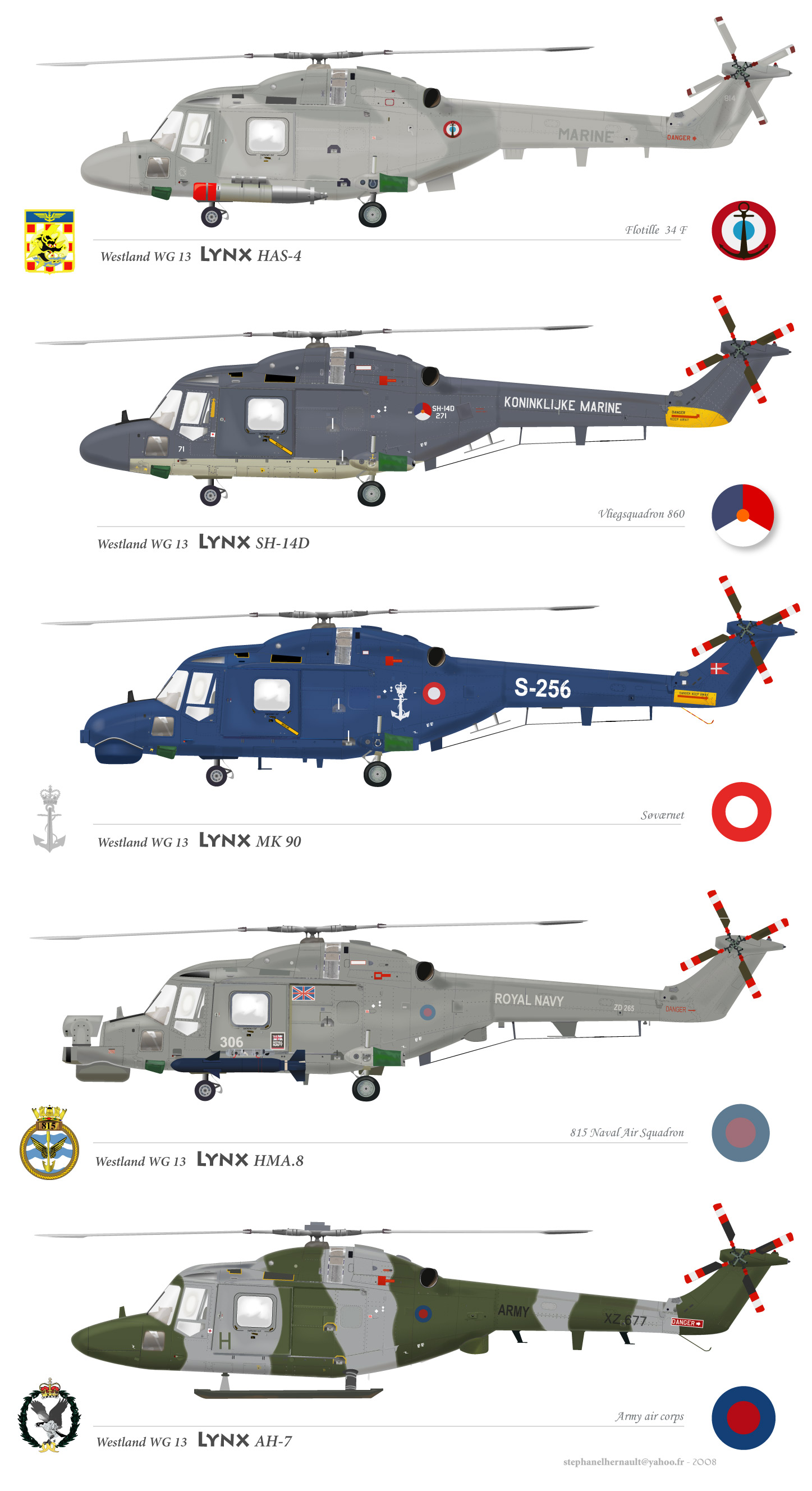
Westland Lynx

- Алжир: 4 Super Lynx Mk130, по состоянию на 2016 год[6]
- Бразилия
- Дания: 7 Super Lynx Mk90B, по состоянию на 2016 год[7]
- Франция: 20 Lynx Mk4, по состоянию на 2016 год[8]
- Германия: 22 Lynx Mk88A по состоянию на 2024 год[9]
- Малайзия
- Норвегия
- Оман
- Португалия: 5 Lynx Mk95 (Super Lynx), по состоянию на 2016 год[10]
- ЮАР
- Республика Корея: 11 Lynx Mk99 и 13 Lynx Mk99-A, по состоянию на 2016 год[11]
- Таиланд: 2 Super Lynx 300, по состоянию на 2016 год[12]
- Великобритания: 25 Lynx HMA8 и 21 Lynx AH9A, по состоянию на 2016 год[13]. В 2018 году все Lynx AH9A выведены из эксплуатации.